# Desmond Llewelyn
Desmond Llewelyn (12. september 1914 – 19. december 1999) var en walisisk skuespiller, verdensberømt for sin rolle som Q i James Bond-filmene.

## Biografi
Desmond Llewelyn medvirkede i alle James Bond-film indtil sin død, med undtagelse af Dr. No og Live and Let Die. Hans rolle som Q blev overtaget af John Cleese efter The World Is Not Enough.

### Død
Desmond Llewelyn døde i et trafikuheld 19. december 1999. Han var 85 år gammel. Han døde, da en 35-årig mand påkørte ham frontalt.